# Дејнброг (Небраска)
Дејнброг (енгл. Dannebrog) град је у америчкој савезној држави Небраска.

## Демографија
По попису из 2010. године број становника је 303, што је 49 (-13,9%) становника мање него 2000. године.
| Група             | 2000.       | 2010.       |
| Белци             | 336 (95,5%) | 271 (89,4%) |
| Афроамериканци    | 2 (0,6%)    | 0 (0,0%)    |
| Азијати           | 0 (0,0%)    | 5 (1,7%)    |
| Хиспаноамериканци | 8 (2,3%)    | 15 (5,0%)   |
| Укупно            | 352         | 303         |